# Festival d'Asgardsrei
Le festival d'Asgardsrei est un festival annuel de national socialist black metal (NSBM) à Kiev, en Ukraine.
En tant que festival de musique de NSBM, c’est l’un des événements les plus populaires pour les néo-nazis et un lieu de rencontre pour les réseaux et organisations néonazies à travers l’Europe et l'Amérique. Plusieurs organisateurs et groupes jouant régulièrement au club Bingo pendant le festival d'Asgardsrei ont été reconnus coupables de meurtres, d'agressions et de propos haineux et appartiennent à des organisations classées comme groupes terroristes par plusieurs pays européens. Les groupes qui participent au festival sont notamment Absurd, Peste Noire, Goatmoon, M8L8TH et Nokturnal Mortum,.
Le festival est fortement lié à Alexeï Levkine de М8Л8ТХ et à son label « Militant Zone », qui agissent en tant qu'organisateurs et ont initialement fondé le festival à Moscou en 2012. Levkine et Militant Zone sont fortement impliqués dans le bataillon Azov.
La communication autour de ce festival est restreinte au site du label Militant Zone, à quelques blogs d'extrême droite et circule également au sein d'événements confidentiels tels que les tournois de béhourd.